# Lutz Feld

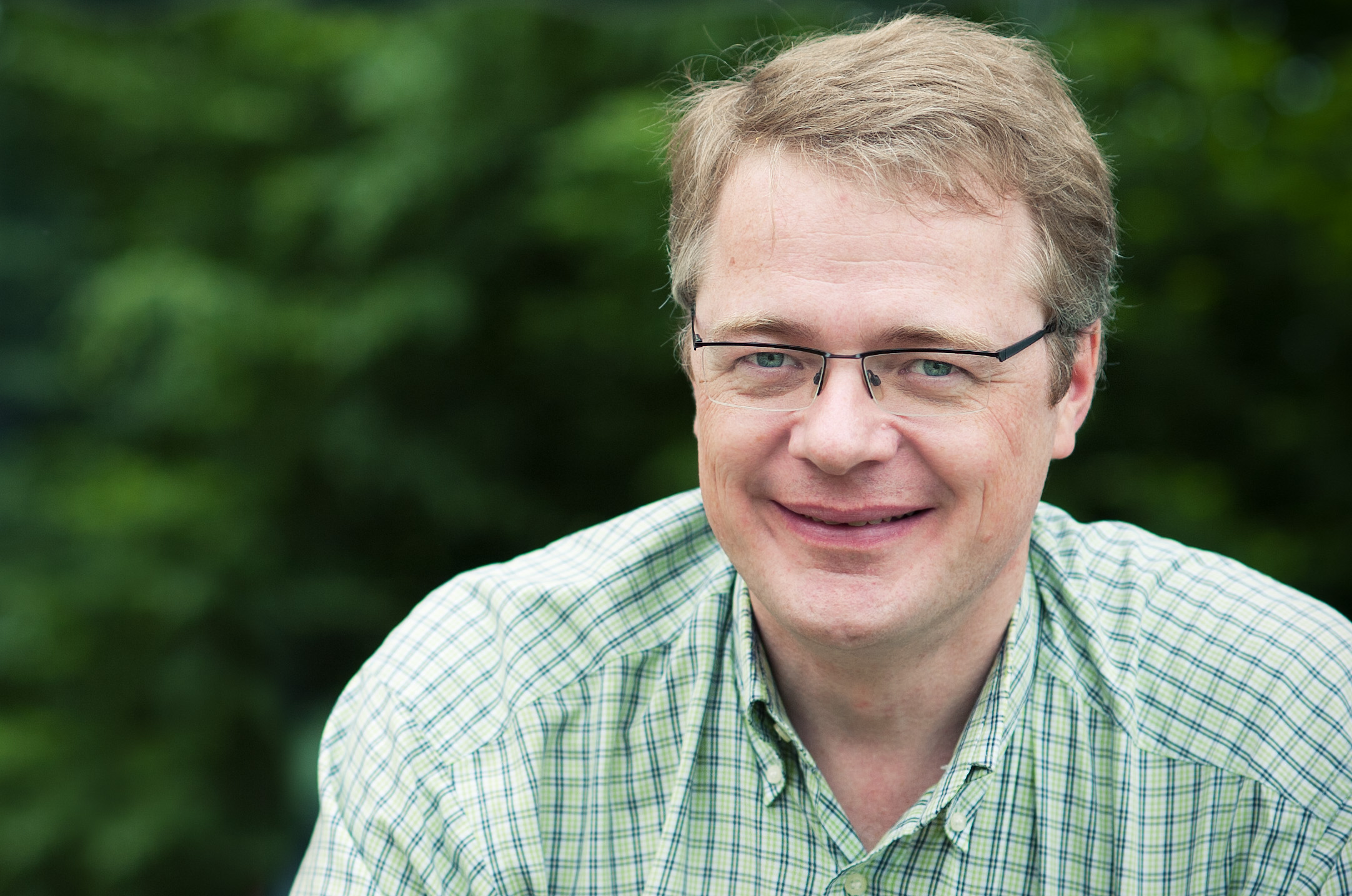
Lutz Feld, 2012 am Physikzentrum der RWTH Aachen

Lutz Feld (* 25. Juli 1967 in Eitorf) ist ein deutscher Physiker.
Er studierte von 1988 bis 1993 Physik und Mathematik an der Universität Bonn und erhielt 1993 ein Diplom in Physik. Seine Diplomarbeit erstellte er am Deutschen Elektronen-Synchrotron (DESY). Von 1993 bis 1996 setzte er seine Arbeit am DESY fort und schrieb eine Dissertation zum Thema Jets in harter Photoproduktion am ZEUS-Universaldetektor. 1996 promovierte er an der Universität Bonn. Von 1997 bis 1999 war Feld Fellow am Europäischen Zentrum für Teilchenphysik CERN in Genf, von 1999 bis 2003 wissenschaftlicher Assistent an der Universität Freiburg im Breisgau, wo er sich 2002 habilitierte. Er war von 2003 bis 2004 Privatdozent an der Universität Freiburg und übernahm 2004 eine Professur für Hochenergiephysik am I. Physikalischen Institut B der Rheinisch Westfälischen Technischen Hochschule Aachen. 